# IBM S/360

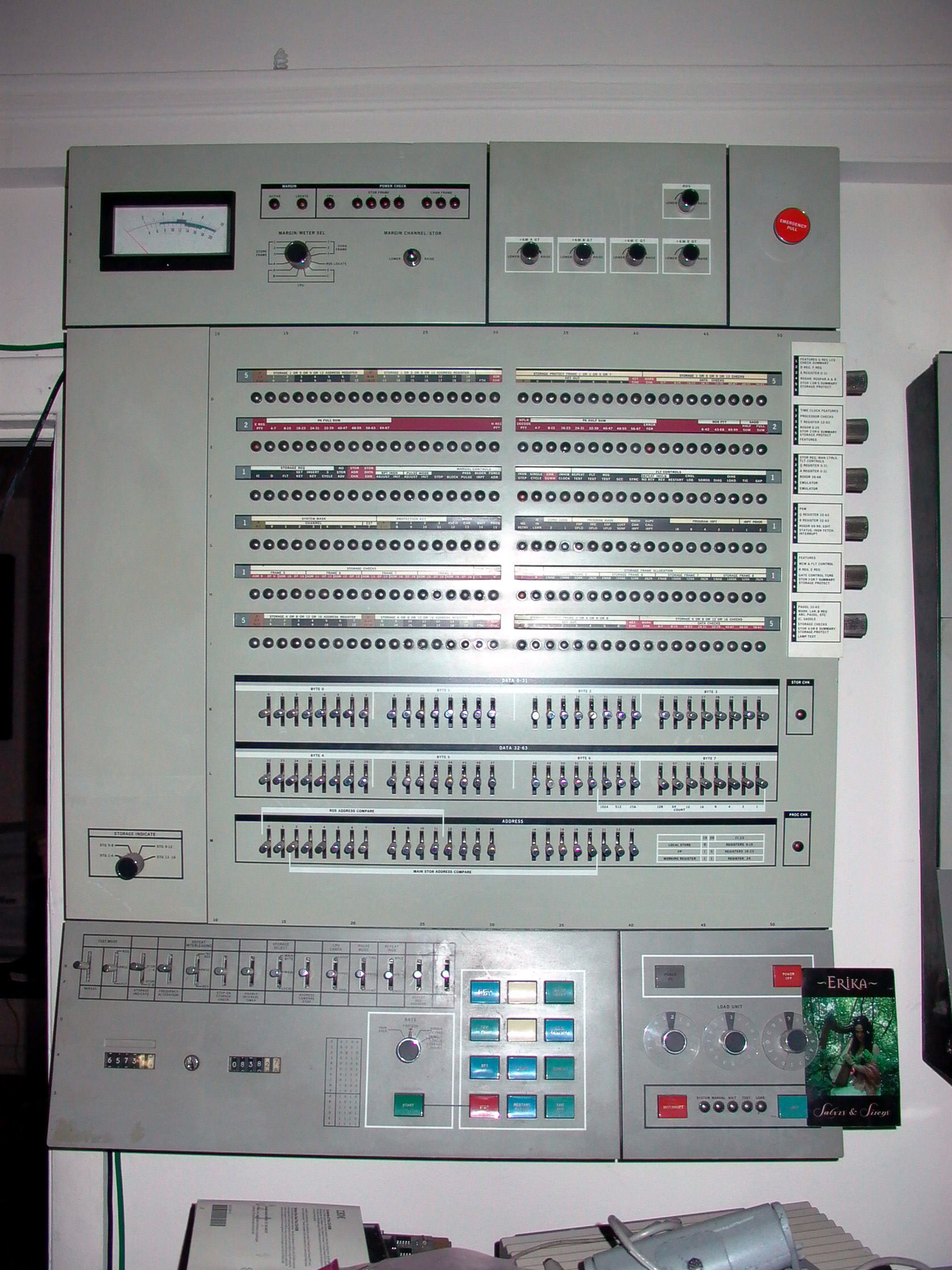
Consola del operador de un System/360 Model 65, con válvula de registro, lámparas y switches (mitad de la fotografía), y arriba a la derecha, un interruptor de emergencia rojo.

El IBM S/360 (S/360) fue un sistema de computación de la familia mainframe, que IBM anunció el 7 de abril de 1964. Fue la primera familia de ordenadores que fue diseñada para cubrir las aplicaciones, independientemente de su tamaño o ambiente (científico o comercial). En el diseño se hizo una clara distinción entre la arquitectura  y la implementación (estructura), permitiendo a IBM sacar una serie de modelos compatibles a precios diferenciales. Los modelos S/360 anunciados en 1964 variaban en velocidad de 0,034 MIPS a 1,7 MIPS (50 veces la velocidad) y entre 8 KB y 8 MB de memoria principal, aunque esta última capacidad fue muy inusual. El 360 fue un gran éxito en el mercado, pues permitía a los clientes comprar un sistema más pequeño sabiendo que siempre podrían migrar hacia un sistema de mayor capacidad. Muchos consideran el diseño de este sistema como uno de los más importantes en la historia de las computadoras ya que influyó en el diseño de los ordenadores de años posteriores. El arquitecto jefe del S/360 fue Gene Amdahl.
El IBM 360 es uno de los primeros ordenadores comerciales que usó circuitos integrados, y que podía realizar tanto análisis numéricos como tareas de administración y/o de procesamiento de archivos. Se considera el 360 el punto de partida para la tercera generación de computadoras.
La compatibilidad a nivel aplicaciones para el software del System/360 se mantiene, con algunas restricciones, con los servidores IBM System z.

## Historia
Con el método de la industria, IBM creó una serie de ordenadores de pequeños a grandes y de alto a bajo rendimiento, con alta y baja potencia todos ellos usando el mismo conjunto de comandos (con dos excepciones para los mercados específicos). Esto permitía a los clientes usar modelos más baratos y después ampliarlos a sistemas más potentes conforme se incrementaban sus necesidades sin pasar por el gasto excesivo de reescribir su software. IBM hizo el primer uso comercial de la tecnología de micro código para lograr esta compatibilidad, empleándola en todos sus modelos menos los modelos más potentes.
Esta flexibilidad hizo desmarcarse a IBM de la competencia (con la posible excepción de General Electric).

### Modelos
IBM anunció inicialmente una familia de seis ordenadores y cuarenta periféricos. IBM finalmente entregó catorce modelos, incluyendo los modelos one-off para la NASA. El modelo más barato era el S/360-20, con tan solo 4 KB de memoria principal, ocho registros de 16 bits en vez de los dieciséis registros de 32 bits del S/360 original, y un conjunto de instrucciones que era un subconjunto del usado por el resto de la gama.
El anuncio inicial en 1964 incluía los modelos 30, 40, 50, 60, 62 y 70. Los primeros tres eran sistemas de gama baja-media; fueron lanzados con el objetivo de obtener el mercado de la serie IBM 1400. Los tres comenzaron a venderse a mediados de 1965. Los tres últimos intentaban sustituir los ordenadores de la serie 7000, pero nunca se vendieron y fueron sustituidos por el 65 y el 75, cuyas primeras ventas fueron durante noviembre de 1965 y enero de 1966 respectivamente. Más tarde se hizo un añadido de modelos más baratos, que incluía el 20 (1966, pensado para pequeños negocios), 22 (1971), y 25 (1968). El modelo 22 fue un modelo 30 con limitaciones más bajas. El modelo 44 (1966) fue una variante cuyo objetivo era el mercado científico de gama media; tenía un sistema de coma flotante pero un conjunto de instrucciones limitado. Hubo una sucesión de máquinas de gama alta en la que se incluye la 67 (1966), 85 (1969), 91 (1967), 95 (1968) y 195 (1971). Los 195 fueron los intermedios entre la familia System/360 y su sucesora la System/370.
Aunque las implementaciones entre modelos fueron sustanciales (por ejemplo, presencia o no de microcódigo), la compatibilidad entre ellos fue muy alta. Salvo en los casos específicamente documentados, los modelos tenían arquitectura compatible. Las nuevas características se podían añadir, sin violar las definiciones de la arquitectura: el 65 tuvo una versión de doble procesador (M65MP); el 85 introdujo memoria caché. Los modelos 44, 75, 91, 95 y 195 se implementaron con lógica cableada, en lugar de microcódigo como todos los otros modelos.
Las primeras ventas del 360-67 fueron en agosto de 1966; fue el primer sistema de IBM en ofrecer la conversión dinámica de dirección (“DAT”, ahora comúnmente llamado MMU; el hardware de DAT reaparecería en la familia System/370 en 1972, aunque inicialmente no iba a estar). Antes del 67, IBM había anunciado los modelos 64 y 66, versiones de DAT del 60 y el 62, pero fueron substituidos casi inmediatamente por el 67 a la vez que el 60 y el 62 fueron substituidos el 65. Al anunciar el 360-67 (agosto de 1965), IBM también anunció el TSS/360, un sistema operativo que permitía multitarea aunque más tarde este proyecto fue cancelado en 1971. En vez del TSS/360 el sistema operativo del 360-67 fue el CP/CMS, el sistema original de máquina virtual. El CP/CMS fue desarrollado en el centro científico de Cambridge de IBM, en cooperación con los investigadores del MIT. Poco a poco fue ganando gran aceptación, y condujo al desarrollo del IBM VM/CMS y al z/VM.
Todos los modelos System/360 fueron retirados del mercado a finales de 1977.

### Compatibilidad hacia atrás
Los clientes de IBM tenían una gran inversión en software que lograron ejecutar en la segunda generación de ordenadores. Muchos modelos ofrecieron la opción de emulación de microcódigo del ordenador anterior del cliente (ejemplo IBM 1400 series en un 360/30 o IBM 7094 en un 360/65) de modo que los viejos programas podían funcionar en la nueva máquina. No obstante los clientes tuvieron que parar la computadora y reiniciar en modo de emulación. El posterior S/370 conservó las opciones de la emulación, pero permitido que se ejecutarán bajo control del sistema operativo junto a programas nativos.